# Adamiwka (hromada Zinków)
Adamiwka (ukr. Адамівка) – wieś na Ukrainie, w obwodzie chmielnickim, w rejonie chmielnickim, w hromadzie Zinków. W 2001 roku liczyła 1176 mieszkańców.